# Canejan
Canejan (em aranês e oficialmente) ou Caneján (em castelhano) é um município da Espanha na comarca do Vale de Aran, província de Lérida, comunidade autónoma da Catalunha. Tem 48,3 km² de área e em 2021 tinha 89 habitantes (densidade: 1,8 hab./km²).

## Demografia
| Variação demográfica do município entre 1991 e 2004 [carece de fontes?] | Variação demográfica do município entre 1991 e 2004 [carece de fontes?] | Variação demográfica do município entre 1991 e 2004 [carece de fontes?] | Variação demográfica do município entre 1991 e 2004 [carece de fontes?] |
| ----------------------------------------------------------------------- | ----------------------------------------------------------------------- | ----------------------------------------------------------------------- | ----------------------------------------------------------------------- |
| 1991                                                                    | 1996                                                                    | 2001                                                                    | 2004                                                                    |
| 109                                                                     | 104                                                                     | 110                                                                     | 108                                                                     |